# Farol do Bugio
O Farol do Bugio localiza-se no Forte de São Lourenço do Bugio, na foz do Rio Tejo, na direcção da Cova do Vapor, Trafaria (que fica a Sul no Distrito de Setúbal) e da vila e Município de Oeiras (que fica a Norte no Distrito de Lisboa).
Trata-se de uma torre circular de cantaria, branca, encimada por uma lanterna e varandim vermelhos, no interior de um forte também circular.

## História
Poderão ser encontrados alguns dados históricos no artigo sobre o Forte de São Lourenço do Bugio.
Classificado como Imóvel de Interesse Público (IIP) pelo IPPAR.

### Dados cronológicos
- 1693 - Existia já uma torre com estrutura de farol
- 1751 - Farol funcionando a azeite
- 1755 - Torre destruída pelo terramoto
- 1758 - Ordem pombalina de construção do farol
- 1775 - Entrada em funcionamento da torre actual
- 1798 - Árvore de candeeiros de Argand
- 1829 - Aparelho rotativo de 16 candeeiros
- 1896 - Aparelho diópticro de 3ª ordem
- 1923 - Aparelho de 3ª ordem grande modelo
- 1933 - Fonte luminosa proveniente da queima de gás
- 1935 - Instalado sinal sonoro
- 1945 - Forte desarmado, única função de farol
- 1946 - Fonte luminosa proveniente da incandescência do vapor de petróleo
- 1952 - Intervenção de reparação e consolidação
- 1959 - Electrificado com grupos electrogéneos
- 1981 - Automatizado, com pedestal rotativo de óticas seladas, funcionando a energia solar
- 1994 - Lanterna omnidirecional de 300 mm
- 2000 - Obras de consolidação por risco de desabamento[3]

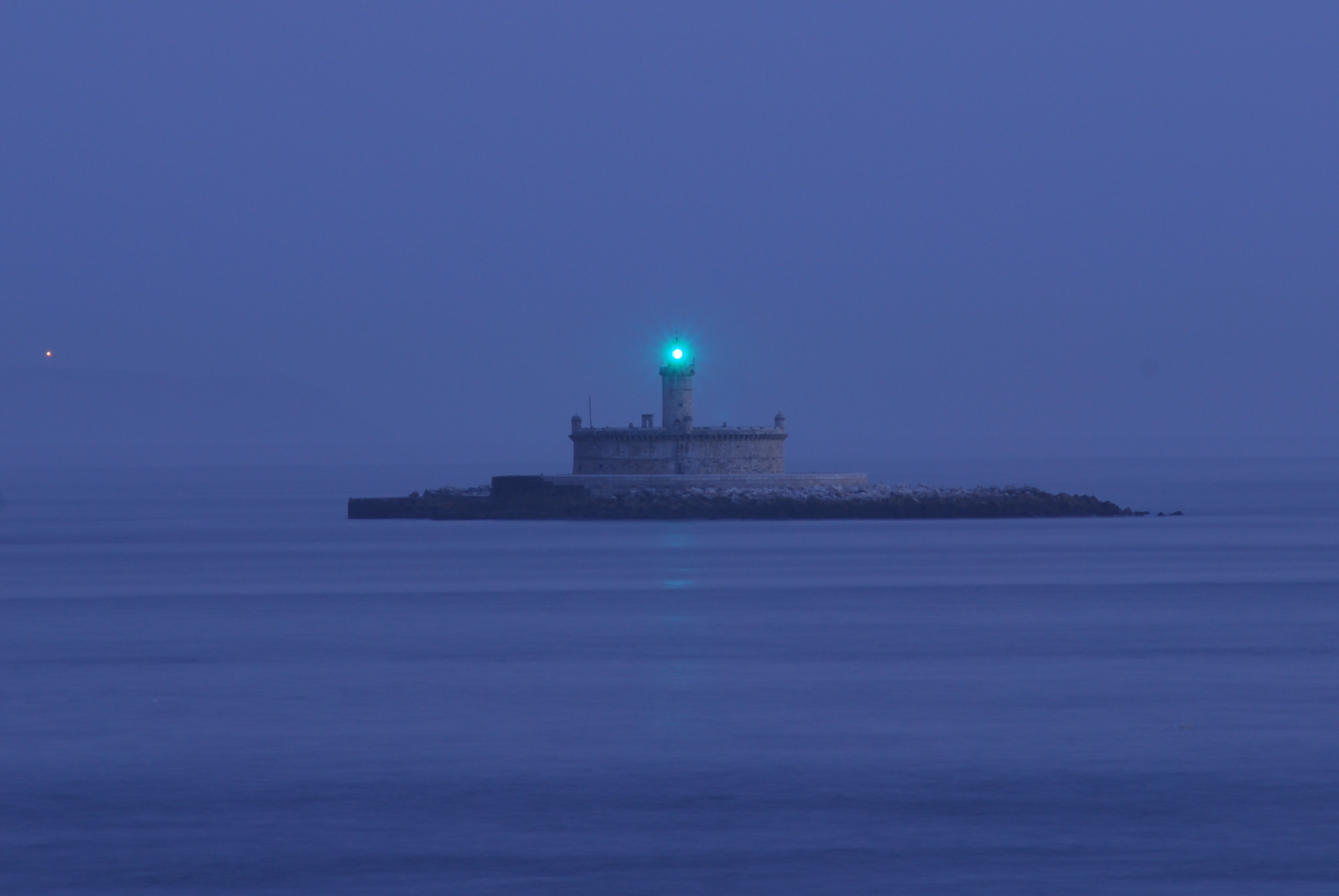
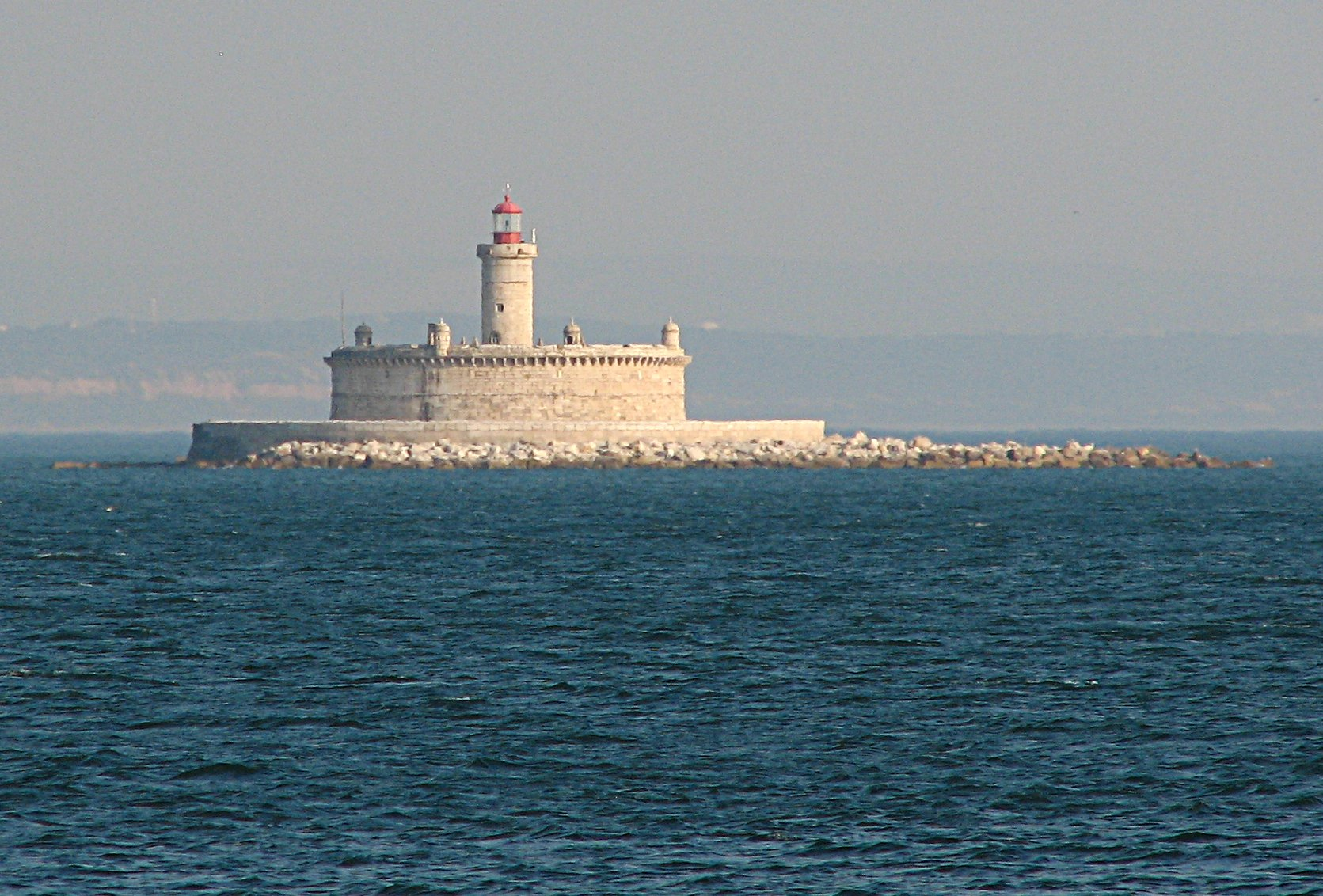
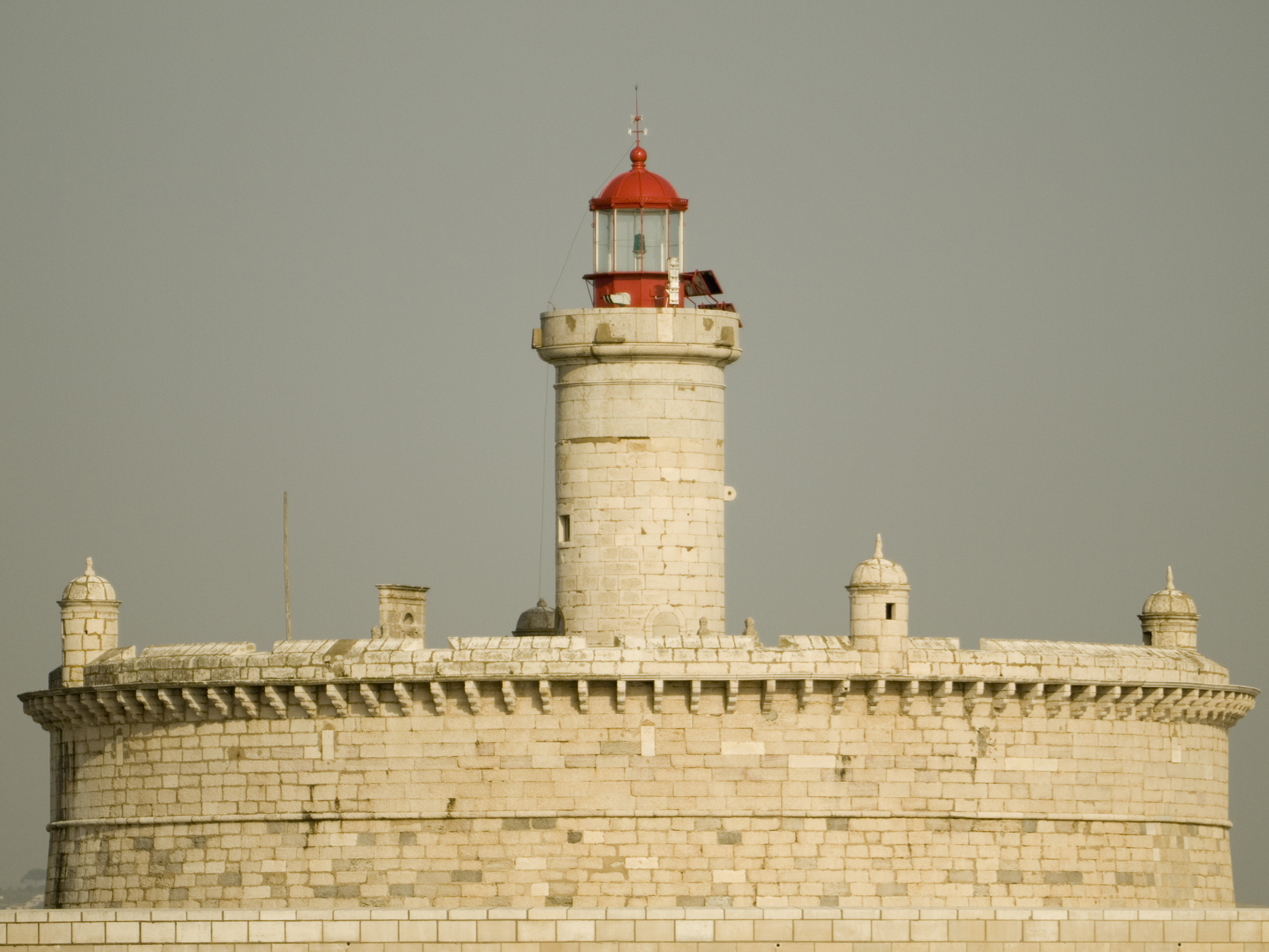

## Outras informações
- Uso actual: Ajuda activa à navegação.
- Sinal sonoro: Código Morse (B) cada 30 segundos[2]
- Outras designações: Farol da Torre do Bugio
- Entidade responsável: Direcção de Faróis, Marinha Portuguesa.
- Acessibilidade: Somente de barco ou helicóptero.
- Aberto ao público: Não.